# Народен суверенитет
Народния суверенитет или суверенното право на народа е право, според което властта на една страна и нейното правителство се създават и поддържат по взаимното съгласие на народа от който произлизат избраните народни представители (Народно събрание), които вече стават източник на политическата власт. Този термин произлиза от философите на обществения договор като Томас Хобс, Джон Лок и Жан-Жак Русо. Народният суверенитет е вид понятие и не отразява политическата реалност по света. При народния суверенитет народа взима последната дума решенията на Народното събрание. Бенджамин Франклин пише за народния суверенитет следното: „В свободните правителства управниците са слуги и народът е техен господар и суверен“.
Американците основали своята революция и правителство, повлияни от идеята за народен суверенитет, но терминът бил използван през 1850 г. за да се опише изключително спорния подход към робството в териториите, като предлагал от сенатор Стивън А. Дъглас. Това означава, че местните жители дадена територия ще бъдат тези, които ще решат дали робство ще е разрешено, което вследствие довело до кървава война в Кървавия Канзас, защото агресивни защитници и противници на робството наводнили щата Канзас, заради изборните резултати. Преди този период идеята за народния суверенитет се разпространила от философа Франсиско Суарес и станала основа за независимостта на Латинска Америка. Народния суверенитет може да бъде описан и като гласа на народа.

## Произход
Народният суверенитет в съвременен смисъл е една идея, която датира от ерата на Просвещението за обществените договори (средата на 17 до средата на 18 век), представена от Томас Хобс (1588 – 1679), Джон Лок (1632 – 1704) и Жан-Жак Русо (1712 – 1778), автор на За обществения договор, популярна творба за политика, която ясно изтъква идеалите на „общата воля“ и допълнително разработва идеята за народния суверенитет.
Централният принцип е, че легитимността на дадено правило или закон се основава на съгласието на управляваните. Така народният суверенитет е основен принцип на повечето републики. Хобс, Лок и Русо са най-влиятелните мислители на това философско движение, постулирайки, че хората избират да влизат в обществения договор един с друг, като по този начин доброволно се отказват от минимална част от естествената им свобода в замяна на защита от опасностите, произтичащи от свободата на другите. Независимо дали хората са разглеждани по-природа по-склонни към насилие и грабеж (Хобс) или към сътрудничество и доброта (Русо), идеята, че само когато свободите и задълженията са равни сред гражданите, се появява законен социален ред, свързва мислителите на обществения договор с понятието народен суверенитет.
Паралелно развитие на теорията за народния суверенитет се развива сред школата на Саламанка (виж напр. Франциско де Витория (1483 – 1546) или Франсиско Суарес (1548 – 1617)), които (подобно на теоретиците на божественото право на царете и Лок) разбират суверенитета първоначално като излъчван от Бога, но (за разлика от теоретиците на божественото право и в съгласие с Лок) който не е предназначен само за монарсите, а преминава еднакво от Бог към всички хора.
Теоретично на идеята за народния суверенитет са основани и републики, и народни монархии. Въпреки това, правната представа за народен суверенитет не означава непременно ефективна, действаща демокрация: една партия или дори диктатор може да претендира, че представлява волята на народа и може да управлява от свое име. Това е в съгласие с представата на Хобс по този въпрос, но не и с най-модерните определения, които виждат демокрацията като необходимо условие на народния суверенитет.